# درازناخن
درازناخن (نام علمی: Lokotunjailurus) نام یک سرده از تیره گربه‌ایان است.